# Пузырчатка двунадрезная
Пузырчатка двунадрезная (лат. Utricularia bifida) — вид многолетних насекомоядных растений из рода Пузырчатка семейства Пузырчатковые.
Растения этого вида распространены в тропической и внетропической Азии, а также на островах Океании (Палау, Гуам).
В синонимику вида входят следующие названия:
- Askofake recurva Lour.) Raf.
- Nelipus bifida (L.) Raf.
- Philydrum cavaleriei H.Lév.
- Utricularia alata Benj.
- Utricularia antirrhinoides Wall.
- Utricularia biflora Wall.
- Utricularia biflora Hayata
- Utricularia brevicaulis Benj.
- Utricularia diantha A.DC.
- Utricularia humilis Vahl
- Utricularia ramosa Vahl
- Utricularia recurva Lour.
- Utricularia sumatrana Miq.
- Utricularia wallichiana Benj.